# Edith Södergran
Edith Irene Södergran (San Pietroburgo, 4 aprile 1892 – Raivola, 24 giugno 1923) è stata una poetessa finlandese di lingua svedese. Iniziatrice dell'espressionismo in Finlandia, ha influenzato la lirica in lingua svedese fra le due guerre mondiali.

## Biografia
È considerata la fondatrice del modernismo finlandese. Ella venne influenzata soprattutto dal Simbolismo francese, dall'Espressionismo tedesco e dal Futurismo russo. Durante la sua vita era poco nota come scrittrice, ma dopo la sua prematura dipartita, la sua influenza come poetessa fu notevole. Oggi viene vista come un esponente dei più importanti della poesia svedese. Seguaci del suo indirizzo letterario furono Elmer Diktonius, Gunnar Björling e Rabbe Enckell.
Esordì nel 1916 con la raccolta Poesie, in versi liberi, alla quale seguirono Lira di settembre del 1918, L'altare delle rose del 1919, L'ombra del futuro del 1920 e Il paese che non esiste del 1925.
Tramite l'uso di vari mezzi stilistici, canta la bellezza e la ricchezza della vita, e alterna visioni di beatitudine ultraterrena a momenti di malinconica rassegnazione, in un personale mondo di immagini.

## Opere principali
- Dikter - Poesie, del 1916.
- Septemberlyran - Lira di settembre, 1918
- Rosenaltaret - L'altare delle rose, 1919
- Framtidens skugga - L'ombra del futuro, 1920
- Landet som icke är - Il paese che non esiste, 1925